# Ouratea brevicalyx
Espèce
Classification phylogénétique
Ouratea brevicalyx est une espèce de plantes à fleurs de la famille des Ochnaceae. C'est un arbuste originaire du Venezuela.

## Description

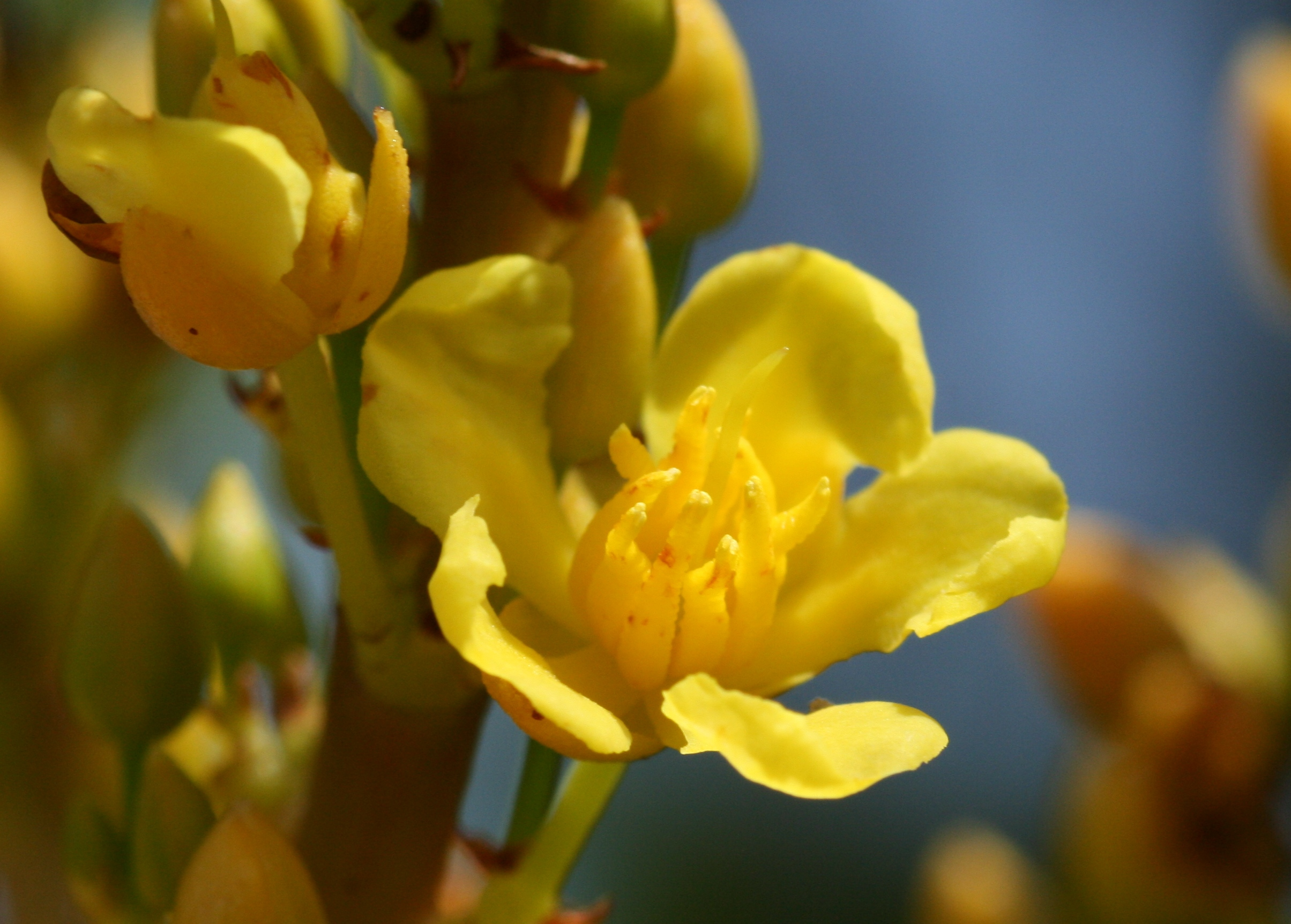
Inflorescence de Ouratea brevicalyx.

Ouratea brevicalyx est un arbuste qui mesure 2 à 5 mètres de hauteur à maturité, qui possède des feuilles de couleur verte à vert plus clair sur le dessous, elliptiques de 7 à 10 cm de longueur et 3 à 4.5 cm de largeur. L'inflorescence possède un calice jaunâtre, une corolle jaune vif, des étamines et un pistil jaune.

## Répartition
L'habitat type est la savane et les rocailles du sud du Venezuela jusqu'à 1 000 mètres d'altitude.